# Grensregio Vlaanderen-Nederland
De Grensregio Vlaanderen-Nederland is een samenwerkingsverband van provincies in het grensgebied van België (in het gewest Vlaanderen) en Nederland.
In België betreft het de provincies Antwerpen, Limburg, Oost-Vlaanderen en West-Vlaanderen.
In Nederland betreft het de provincies Noord-Brabant, Limburg en Zeeland.
De Grensregio Vlaanderen-Nederland beheert het "Operationeel Programma Interreg IV Grensregio Vlaanderen-Nederland 2007-2013" van het Europees Fonds voor Regionale Ontwikkeling van de EU. Het programmagebied omvat delen van alle genoemde provincies.